# هارفي إل. فانيه
هارفي إل. فانيه (بالإنجليزية: Harvey L. Vanier)‏ هو مدرب خيول أمريكي، ولد في 21 أبريل 1924 في ديلر في الولايات المتحدة، وتوفي في 1 ديسمبر 2013 في فرسايليس في الولايات المتحدة.